# Vitus Huonder
Mons. Dr. Vitus Huonder ( 21. dubna 1942 Trunu - 3. dubna 2024 Vilters-Wangs) byl římskokatolický biskup a doktor teologie, který od roku 2007 do roku 2019 zastával úřad biskupa diecéze Chur.
Byl znám pro své konzervativní postoje, podporu tradiční liturgie a spolupráci s kněžským bratrstvem sv. Petra (FSSP) a kněžským bratrstvem sv. Pia X. (FSSPX). V roce 2012 jej Papežská komise Ecclesia Dei pověřila vizitací FSSP.
V roce 2019 Huonder rezignoval vzhledem k věku na svůj biskupský úřad a uchýlil se, s papežovým svolením, do jednoho z domů kněžského bratrstva sv. Pia X. (FSSPX). Úmysl a účel tohoto kroku dle něj spočíval v tom, že se hodlal věnovat modlitbě a mlčení, sloužit výlučně tradiční mši svatou a pracovat pro tradici, v níž poznává jediný prostředek obnovy Církve. V dubnu 2023 poskytnul rozhovor na YouTube, kde promluvil o svých názorech na současnou krizi v Církvi a o svojí cestě k FSSPX.
Zemřel 3. dubna 2024 ve věku 81 let v Institutu Sancta Maria v obci Wangs. 